# Brahouis
Cet article concerne le peuple brahoui. Pour la langue brahouie, voir Brahoui.
Les Brahouis (en transcription anglaise Brahui) ou Brohis (ourdou : بروہی) sont un groupe ethnique principalement installé à Kalat, au Pakistan. 
On trouve aussi des communautés plus petites en Afghanistan et en Iran. Ils sont très proches des Baloutches avec qui ils ont échangé de nombreuses caractéristiques culturelles. Ils parlent le brahoui, qui est une langue dravidienne. À cause de l'isolement par rapport aux autres langues dravidiennes et à la proximité géographique du baloutche, les emprunts au baloutche ont été très nombreux. La langue est écrite avec un alphabet perso-arabe. On trouve des Brahouis dans la région de Merv au Turkménistan, dans le Sind, dans la région de Zahedan et Zabol dans la province du Sistan-et-Baloutchistan en Iran, au sud de l'Afghanistan et dans le Baloutchistan pakistanais.
Bien que de langue dravidienne, la population brahouis partage une origine génétique commune avec les locuteurs de langues indo-européennes qui les entourent. Cette spécificité linguistique s'explique le plus vraisemblablement par une rétention culturelle (linguistique) après un important remplacement de population, c'est-à-dire que les ancêtres des Brahouis étaient des populations dravidiennes locales qui ont été assimilées génétiquement par les Indo-Aryens, mais ont conservé leur langue.